# Liste des seigneurs de Chevreuse
La seigneurie de Chevreuse, après avoir appartenu aux Montmorency et aux Guise, passa en 1657, faute d'héritier mâle, aux ducs de Luynes, et l'usage s'établit dans cette famille de porter alternativement de mâle en mâle les titres de duc de Luynes et de duc de Chevreuse.
En 1692, une partie de la châtellenie de Chevreuse fut accordée par Louis XIV aux dames de Saint-Cyr ; le roi donna en compensation le comté de Montfort au duc de Luynes, érigé en duché de Montfort mais resta connu jusqu'à la Révolution comme duché de Chevreuse.

## Ducs de Chevreuse

### Maison de Brosse

Armes de Jean IV de Brosse.

La baronnie de Chevreuse, augmentée des châteaux, terres et baronnies de Meudon, Angervilliers, Limours, Bures, Beynes, Grignon, Saint-Aubin[Où ?] et de leurs dépendances, fut érigée en duché de Chevreuse en 1545, en faveur de Jean IV de Brosse.
- 1545–1555 : Jean IV de Brosse

Le duché de Chevreuse fut acheté par le cardinal de Lorraine en 1555.

### Maison de Guise

Armes des Guise.

- 1555–1574 : Charles de Guise, cardinal de Lorraine, duc de Chevreuse par achat et lettres de continuation.

En 1564, Dampierre, Beaurain et Maurepas furent unis au duché.
- 1574–1606 : Charles Ier de Guise

#### Maison de Guise, branche de Chevreuse

Armes de Claude de Lorraine, duc de Chevreuse.

- 1606-1657 : Claude de Lorraine (1578–1657), frère du précédent duc de Chevreuse, époux de la célèbre Frondeuse Marie de Rohan, « la duchesse de Chevreuse » (1657–1663)

En 1627, le duché de Chevreuse fut érigé en duché-pairie, sans changement de territoire.
La châtellenie de Châteaufort est unie au duché en 1647.
[réf. nécessaire].
À la mort de Claude de Lorraine, sans postérité mâle, le duché échut à son beau-fils le duc de Luynes (fils du premier lit de sa femme).

### Maison d'Albert

Armes de Louis Charles d'Albert.

- 1657-1690 : Louis Charles d'Albert (1620-1690), duc de Luynes
- 1690-1699 : Charles Honoré d'Albert (1646–1712), duc de Luynes, de Chaulnes et de Chevreuse
- 1699-1704 : Honoré-Charles d'Albert de Luynes (1669-1704)
- 1704-1735 : Charles Philippe d'Albert (1704–1735)
- 1735-1768 : Marie Charles Louis d'Albert (1735–1768)

Armes de Louis Joseph Charles Amable d'Albert.

- 1768-1789 : Louis Joseph Charles Amable d'Albert (1768–1807)

Après la Révolution française, le titre continua à être porté et à se transmettre.

Armes de Charles Marie Paul André d'Albert.

- 1789-1807 Louis Joseph Charles Amable d'Albert (voir ci-dessus)
- Charles Marie Paul André d'Albert de Luynes (1807–1839) ;
- Honoré Théodoric d'Albert de Luynes (1839–1867) ;
- Charles Honoré Emmanuel d'Albert (1867–1870) ;
- Honoré Charles Marie Sosthène d'Albert (1868–1923) ;
- Philippe d'Albert (1923–1993) ;
- Jean d'Albert (1993–2008) ;
- Philippe d'Albert (2008–présent).

## Source partielle
- Marie-Nicolas Bouillet  et Alexis Chassang (dir.), « Liste des seigneurs de Chevreuse » dans Dictionnaire universel d’histoire et de géographie, 1878 (lire sur Wikisource)
- Duché de Chevreuse ou Duché de Montfort (dit de Chevreuse) sur www.heraldique-europeenne.org